# ぼくの伯父さんの休暇
『ぼくの伯父さんの休暇』（ぼくのおじさんのきゅうか、フランス語: Les Vacances de Monsieur Hulot, 英語: Monsieur Hulot's Holiday, Mr. Hulot's Holiday）は、1953年のフランス映画。

## 概要
コメディアンであり映画監督であるジャック・タチの当たり役「ユロさん」を自作自演したシリーズ作。
海辺の避暑地にやって来てバカンスを楽しむユロ氏が、行く先々で珍妙な騒動を巻き起こす。ストーリーらしいストーリーは存在せず、いわゆる「スケッチ・コメディー」（ポートレイト・ムービー形式のコメディ）に仕立てている。フランス人らしいエスプリの効いたコメディ作品である。
なお、原題を直訳すると「ユロ氏の休暇」となり、伯父さんとの表現は出て来ない（本編中にもそのような言及は無い）。
邦題がこのようになったのは、この後に公開された監督出演長編3作目『ぼくの伯父さん』の方が日本では先に公開されたため。

## 受賞
- 1953年度 ルイ・デリュック賞
- 1953年度 カンヌ映画祭 国際批評家賞

## ランキング
- 1967年 「映画史上のコメディ・ベスト10」第4位（カナダ、オッタワの映画保存協会が世界40か国の批評家のアンケートにより選出。）[1]

## 小説版の訳書
- 『ぼくの伯父さんの休暇』（1958年に小説化）

ジャン＝クロード・カリエール文、ピエール・エテックス 絵
日本語版は小柳帝訳で、1995年にリブロポート、2004年に中央出版、2008年に中公文庫で再版された。
- 『ぼくの伯父さん』ジャック・タチ原案、小説版（姉妹編ではなく別作品）

ジャン＝クロード・カリエール文、ピエール・エテックス 絵・小柳帝訳、中央出版 2022